# 西原站 (德島縣)
西原站（日语：／ Nishibara eki */?）是一位於日本德島縣阿南市那賀川町大京原、隸屬於四國旅客鐵道（JR四國）的鐵路車站。車站編號為M10。是牟岐線通車後期才加設的簡易車站，自開站以來一直為無人站。日本國有鐵道時代，部份班次不會停靠，但JR四國接手後，便改為所有普通列車均停靠，現時每朝一班上行列車會通過本站。

## 車站結構
由於是簡易車站模式，因為不設有站舍，只在月台上設置有蓋候車亭，原置於月台末端向羽之浦站方向。後來為能停靠較長的列車，便將向羽之浦方向的一邊加長，並增設洗手間，這設計和其他改建為簡易車站時附設有洗手間和儲物室的設計有所不同。
只設有側式月台1個，原設計的有效長度為2輛，現時則能停泊4輛長度的列車，並增設了無障礙斜道，位於候車亭旁向阿波中島站方向。本站的候車亭也很特別，為二重式設計，在月台上的候車亭後方另設有第二重的有蓋候車亭，是原本所建成的，但因失修亦較為隱閉，甚少人會使用。列車靠站時，下行往阿南站方向為左側上落，上行往德島站方向為右側上落。

### 月台配置
| 路線    | 方向     | 目的地                         |
| ------- | -------- | ------------------------------ |
| ■牟岐線 | （上行） | 德島、板野、穴吹、阿波川島方向 |
| ■牟岐線 | （下行） | 阿南、牟岐、阿波海南方向       |

## 歷史
- 1964年10月1日：開業。
- 1987年4月1日：日本國鐵分割民營化，車站的營運由JR四國繼承。
- 1996年1月：由民間集資250萬日圓，於月台伸延部份興建的洗手間正式使用。[4]

## 相鄰車站
四國旅客鐵道（JR四國）
■牟岐線
羽之浦（M09）－西原（M10）－阿波中島（M11）

## 外部連結
- JR四國西原站 （页面存档备份，存于）